# Drwęca (Lidzbark Warmiński)
Drwęca (deutsch Drewenz) ist ein Dorf in der polnischen Woiwodschaft Ermland-Masuren. Es gehört zur Landgemeinde Lidzbark Warmiński (Heilsberg) im Powiat Lidzbarski (Kreis Heilsberg).

## Geographische Lage
Drwęca liegt am Flüsschen Drwęca Warmińska (Drewenz) im Nordwesten der Woiwodschaft Ermland-Masuren, 15 Kilometer nordwestlich der Kreisstadt Lidzbark Warmiński (Heilsberg).

## Geschichte
Drewantz, nach 1785 Drewentz und erst nach 1820 Drewenz genannt, war ein weit gestreutes Dorf. Als Landgemeinde wurde es 1872 in den neu errichteten Amtsbezirk Frauendorf (polnisch Babiak) im Kreis Heilsberg, Regierungsbezirk Königsberg, eingegliedert.
226 Einwohner waren in Drewenz im Jahre 1910 gemeldet. Ihre Zahl sank bis 1933 auf 286 und belief sich 1939 auf 205.
Als 1945 in Kriegsfolge das gesamte südliche Ostpreußen an Polen fiel, erhielt Drewenz die polnische Namensform „Drwęca“. Heute ist das Dorf eine Ortschaft innerhalb der Gmina Lidzbark Warmiński (Landgemeinde Heilsberg) im Powiat Lidzbarski (Kreis Heilsberg), von 1975 bis 1998 der Woiwodschaft Olsztyn, seither der Woiwodschaft Ermland-Masuren zugehörig.

## Religion
Drwęca ist heute wie Drewenz vor 1945 in die römisch-katholische St. Anna und St. Augustin-Kirche in  Babiak (Frauendorf) im jetzigen Erzbistum Ermland eingepfarrt.
Außerdem gehörte das Dorf vor 1945 zur evangelischen Pfarrkirche in Mehlsack (polnisch Pieniężno) in der Kirchenprovinz Ostpreußen der Kirche der Altpreußischen Union, heute jedoch zur Diözese Masuren der Evangelisch-Augsburgischen Kirche in Polen.

## Verkehr
Drwęca liegt an einer Nebenstraße, die die Woiwodschaftsstraße 513 bei Babiak (Frauendorf) mit den Woiwodschaftsstraßen 511 (frühere deutsche Reichsstraße 134) und 512 bei Górowo Iławeckie (Landsberg) verbindet.
Ein Bahnanschluss besteht nicht.